# Toxolasma corvunculus
Toxolasma corvunculus är en musselart som först beskrevs av I. Lea 1868.  Toxolasma corvunculus ingår i släktet Toxolasma och familjen målarmusslor. Inga underarter finns listade i Catalogue of Life.